# Мануйлове
Ма́нуйлове — село в Україні, у складі Нововодолазької громади Харківського району Харківської області. Населення становить 34 особи. Колишній (до 2017) орган місцевого самоврядування — Знам'янська сільська рада.

## Географія
Село Мануйлове знаходиться на відстані до 2-х км від сіл Зайцівка та Довжик. В межах села протікає пересихаючий струмок з загатою.

## Історія
12 червня 2020 року, розпорядженням Кабінету Міністрів України № 725-р «Про визначення адміністративних центрів та затвердження територій територіальних громад Харківської області», увійшло до складу Нововодолазької селищної громади.
19 липня 2020 року, в результаті адміністративно-територіальної реформи та ліквідації Нововодолазького району, село увійшло до складу новоутвореного Харківського району.

## Пам'ятка природи
Ентомологічний заказник місцевого значення «Пересіл» — об'єкт природно-заповідного фонду Харківської області.